# Управление на паметта
Управлението на паметта при операционните системи (ОС) е тяхна основна функция, тъй като оперативната памет е оскъден и скъп ресурс. Прилагат се различни схеми за управление, които зависят както от процесорната архитектура, така и от мултипрограмния (многозадачния) режим.

## Видове схеми
| Разпределение на паметта | Предимства | Недостатъци                                                                                               |
| ------------------------ | --- | --- |
| единично непрекъснато    | проста и евтина реализация                                                                                       | липсва мултипрограмен режим; неефективно използване или недостиг на паметта; работа само в реалната памет |
| с фиксиран брой дялове   | мултипрограмен режим; по-ефективно използване на паметта                                                         | фрагментация на паметта                                                                                   |
| с променлив брой дялове  | решава проблема с фрагментацията; работа в мултипрограмен режим                                                  | „сложно“ адресиране – сегмент, страница; работа само в реалната памет                                     |
| сегментно-странично      | решава проблема с фрагментацията; работа в мултипрограмен режим                                                  | – |
| странично                | решава почти напълно проблема с фрагментацията                                                                   | работа само в реалната памет                                                                              |
| превключване (swaping)   | общият размер на адресните пространства на изпълняващите се програми може да надхвърли размера на реалната памет | „тежка“ схема, много големи единици са обект на зареждане в паметта                                       |
| виртуална памет          | – | - |